# Gallegos de Altamiros
Gallegos de Altamiros ist ein Ort und eine zentralspanische Gemeinde (municipio) mit 60 Einwohnern (Stand: 2024) in der Provinz Ávila in der Autonomen Region Kastilien-León. Neben dem namensgebenden Hauptort Gallegos (de Altamiros) gehört die Ortschaft Altamiros zur Gemeinde.

## Lage
Gallegos de Altamiros befindet sich in den nördlichen Ausläufern der Sierra de Gredos gut 17 Kilometer westnordwestlich von Ávila in einer Höhe von 1255 m. Das Klima im Winter ist kühl, im Sommer dagegen trotz der Höhenlage durchaus warm; der Regen fällt – mit Ausnahme der nahezu regenlosen Sommermonate – verteilt übers ganze Jahr.

## Bevölkerungsentwicklung
| Jahr      | 1970 | 1981 | 1991 | 2001 | 2011 | 2021 |
| Einwohner | 485  | 191  | 128  | 100  | 63   | 64   |

## Sehenswürdigkeiten

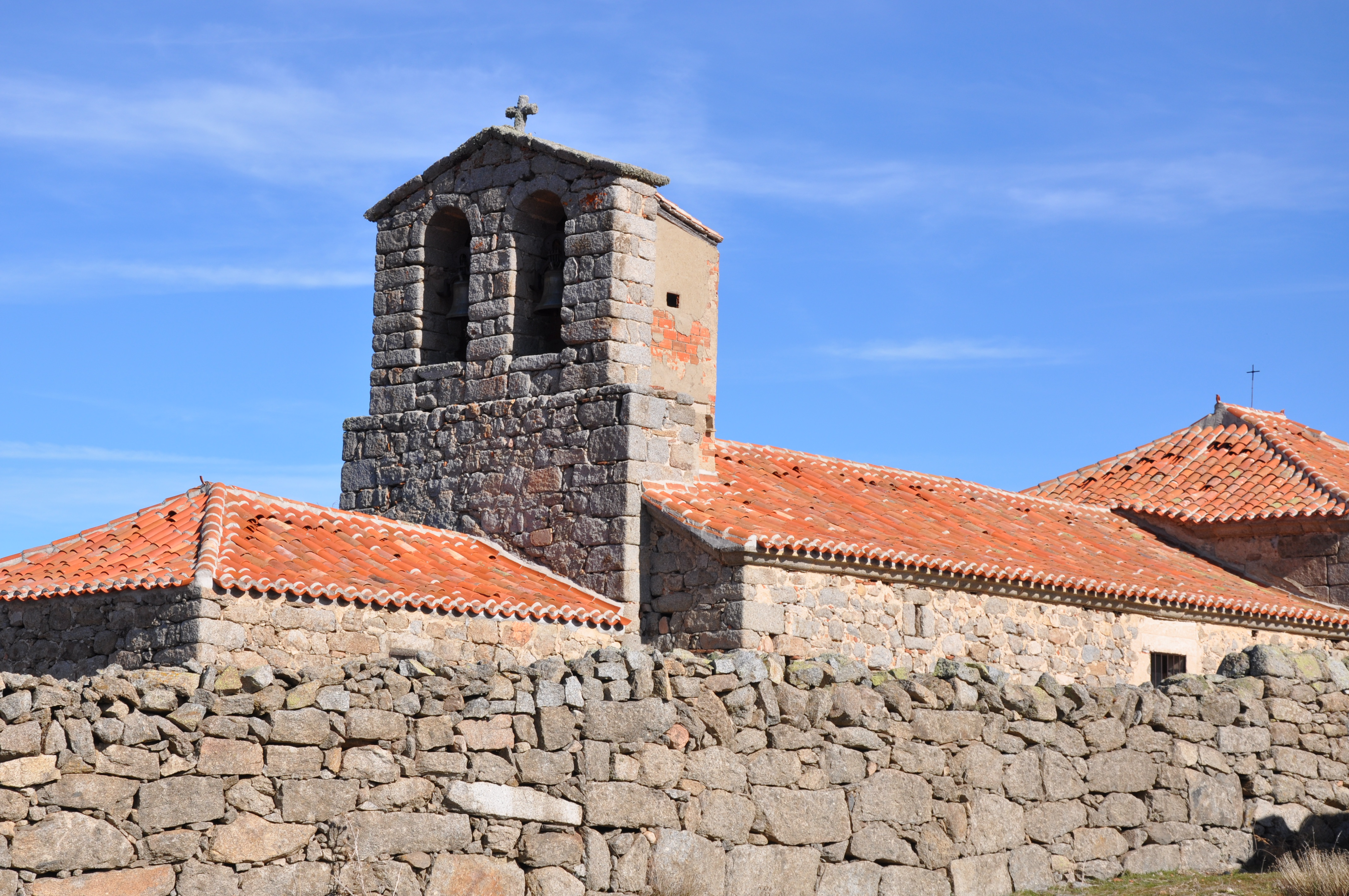
Kirche Mariä Himmelfahrt
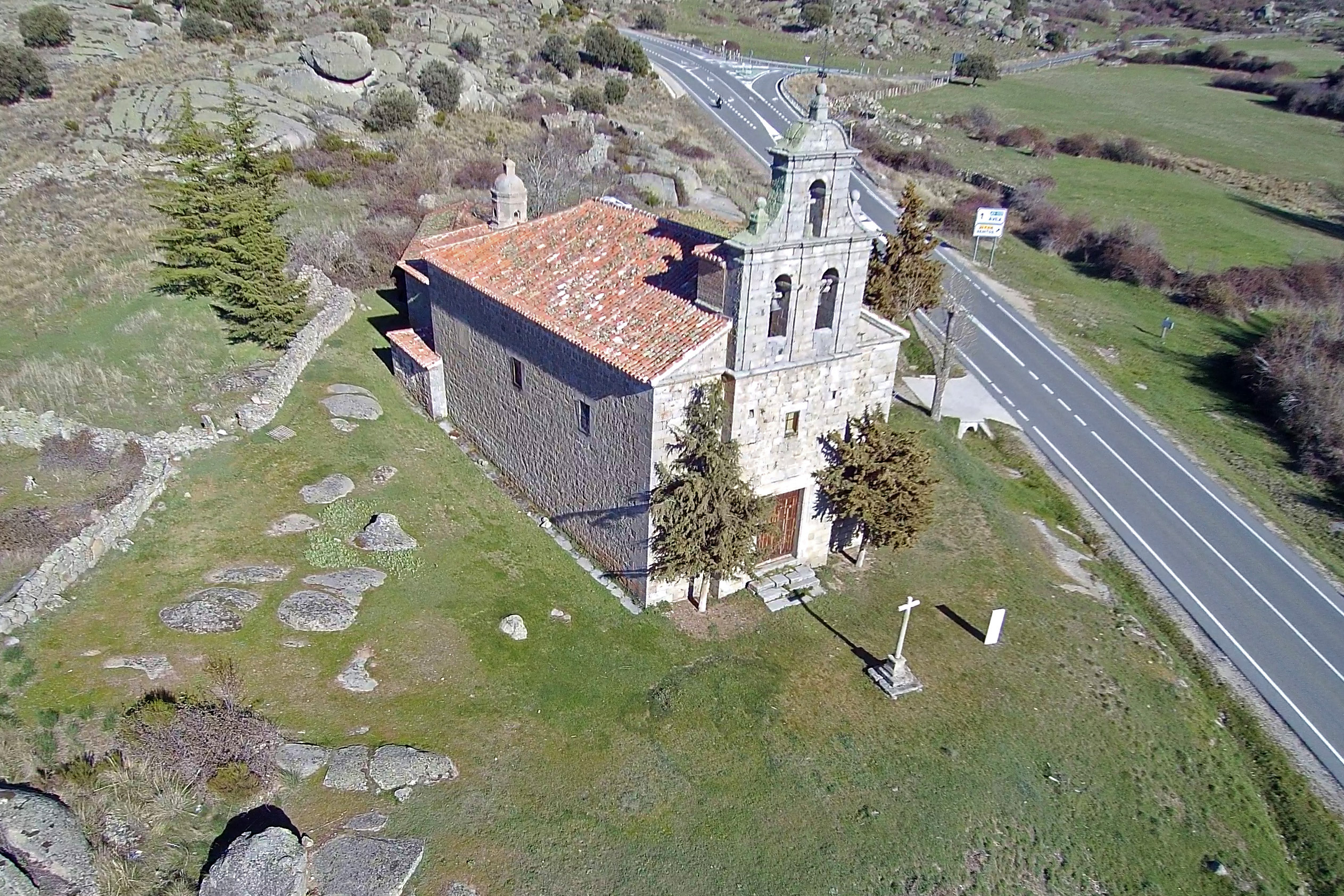
Marienkapelle

- Kirche Mariä Himmelfahrt
- Marienkapelle